# Elias Viljanen
Elias Viljanen, noto anche con lo pseudonimo di E.Vil (Kemi, 8 luglio 1975), è un chitarrista finlandese.

## Biografia
A 8 anni il padre inizia ad insegnargli a suonare la chitarra. Diventa un grande fan dei Kiss e inizia ad interessarsi alla musica.
Con una chitarra acustica imparò i primi accordi, ma iniziò ad imparare da solo come suonare rock'n'roll.
A 13 anni i parenti gli regalarono per il compleanno una Leadstar, replica della Fender Stratocaster.
Diventò un grande fan dei Metallica e formò la sua prima band.
Passò dal thrash metal al death metal, raggiungendo un record di vendite in Francia, a soli 17 anni.
Nel 1990 iniziò ad interessarsi a Joe Satriani e Steve Vai, oltre che ai Dream Theater.
Compose altri brani, per poi collaborare con i Sonata Arctica, prendendo il posto, prima momentaneamente, e dal 6 agosto 2007 definitivamente, del chitarrista Jani Liimatainen.

## Discografia

### Elias Viljanen & Evil Spirit
- 2002 - Taking the Lead
- 2005 - The Leadstar
- 2009 - Fire-Hearted

### Sonata Arctica
- 2009 - The Days of Grays
- 2011 - Live in Finland
- 2012 - Stones Grow Her Name
- 2014 - Pariah's Child
- 2016 - The Ninth Hour

### Twilight Lamp
- 1999 - Grandiose (Syyslevyt)[1]